# Alfredo Baquerizo Moreno (canton)
Alfredo Baquerizo Moreno est un canton d'Équateur situé dans la province de Guayas.